# Josefa Molera
Mª Josefa Molera Mayo (Isaba, 23 de enero de 1921-Madrid, septiembre de 2011) fue una científica española especializada en cinética química y técnicas analíticas de cromatografía de gases, cuya actividad tuvo un impacto importante en la estructura actual de la investigación de España.

## Biografía
Tras la guerra civil española, en la que su familia fue especialmente castigada, comenzó sus estudios en Ciencias Químicas en la Universidad Central de Madrid (Universidad Complutense), donde obtuvo la licenciatura tres años más tarde con calificaciones brillantes. Ese mismo año, 1942, comenzó a trabajar como profesora ayudante (sin sueldo) en la cátedra de química técnica, dirigida por el profesor Ríus Miró, quien sería posteriormente su director de tesis. Al no ser remunerado, se vio obligada a simultanear esta actividad con clases particulares de química e idiomas, inglés y francés.

## Carrera científica
El profesor Ríus, en ese momento vicedirector del Instituto de Química "Alonso Barba" del CSIC, ofreció a Mª Josefa realizar la tesis doctoral en sus laboratorios, pero esto no pudo ser ya que el director en ese momento del Instituto rechazó la solicitud argumentando que en el Instituto no había ninguna mujer investigadora. Por ello tuvo que esperar hasta 1946, momento en el que Ríus fue promovido a director del recién creado Instituto de Química Física "Rocasolano". Estos trabajos de investigación tuvo que compatibilizarlos con actividad docente paralela en un colegio de enseñanza media debido al reducido importe de la beca. A pesar de estas dificultades, se doctoró en 1948 con premio extraordinario en la Universidad Central por sus estudios sobre las aplicaciones del electro de vena de mercurio como posible sustituto de gotas del mismo metal.
Ya colaboradora del CSIC recibió la beca Ramsay Memorial Fellowship Trust que le permitió trabajar en el Physichal Chemistry Laboratory de la Universidad de Oxford (Inglaterra), el período 1950-51, bajo la dirección del director del mismo, Profesor Sir Cyril Norman Hinshelwood, Premio Nobel de Química en 1956. Completaría su formación en 1959, trabajando en el Departamento de Química-Física de la Universidad de Sheffield con el Profesor George Porter, que recibió en 1967 el Premio Nobel de Química.
Construyó el tal vez primer cromatógrafo de gases que hubo en España, que utilizó para la caracterización del vino con las también pioneras Mª Dolores Cabezudo y Marta Herráiz.[cita requerida]
Desarrolló, junto al químico J. A. Domínguez y al matemático J. Fernández Biarge, métodos de análisis de las reacciones químicas por cromatografía gas-líquido, con una combinación de hasta cuatro columnas cromatográficas. Los fabricantes de los cromatógrafos de gases reconocieron la labor del equipo en esta área y les otorgaron, en 1967, el premio Pekín-Elmer Hispania.

## Premios y reconocimientos
- Premio Pekín-Elmer Hispania (1967)[5]
- Presidenta fundadora de la Sociedad Española de Cromatografía y Técnicas Afines (1973).
- Recibió entre otros el Premio Alfonso X El Sabio del CSIC (1966),
- Medalla de Química de la Real Sociedad Española de Física y Química.
- Miembro de Honor del “Groupement pour l’advancement del Méthodes Spectroscopiques et Physicho-Chimiques d’Analyse (GAMS, 1975).[4]
- Hija predilecta de Isaba, otorgado por el Ayubtamiento de Isaba (18 de diciembre de 2021)[3]